# District de Santa Fé (Veraguas)
Pour les articles homonymes, voir District de Santa Fé.
Le district de Santa Fé est l'une des divisions qui composent la province de Veraguas, au Panama. En 2010, elle comptait 15 585 habitants, répartis sur une superficie de 1 921 km2.

## Crédit d'auteurs
- (es) Cet article est partiellement ou en totalité issu de l’article de Wikipédia en espagnol intitulé « Distrito de Santa Fé » (voir la liste des auteurs).